# Minojska erupcija
Minojska erupcija (grčki: Μινωική έκρηξη) odnosi se na vulkansku erupciju otoka There u Egejskom moru u 2. tisućljeću pr. Kr. Precizno datiranje ovog događaja predmetom je spora. Arheološki nalazi ukazuju da se ono zbilo u 16. stoljeću pr. Kr., no datiranje ugljikom-14 ukazuje na događaje 100 godina prije toga, u 17. stoljeću pr. Kr. Minojska erupcija bila je to jedna od najvećih vulkanskih erupcija na Zemlji u razdoblju pisane ljudske povijesti, premda nisu otkriveni dokazi o ljudskim žrtvama jer je otok bio slabo naseljen i evakuiran neposredno prije izlaska magme. Cijeli je proces trajao četiri dana.
Erupcija je uništila najveći dio otoka There zajedno s Akrotirijem i drugim minojskim gradovima u neposrednoj okolici i na sjevernoj obali Krete, što je doprinijelo urušavanju minojske kulture. Pojedini povjesničari su smatrali da je ova erupcija bila glavnim uzrokom propasti minojske kulture, no danas se ta teorija odbacuje jer je ta kultura nastavila postojati još otprilike 150 godina nakon ove prirodne katastrofe. Pored toga, postoje teorije da je erupcija izazvala značajne klimatske promjene na području Sredozemlja, Egejskoga mora i većeg dijela Sjeverne hemisfere, iako neki ukazuju da se možda radilo o nepovezanim erupcijama Vezuva i Mount Saint Helensa. Usprkos jačini vulkana, nema izravnih pisanih dokumenata o ovom događaju, no postoje neposredni dokazi da je erupcija izazvala slab urod u Kini, inspirirala određene grčke mitove, doprinijela političkom kaosu u Egiptu i utjecala na mnoge biblijske priče u Knjizi Izlaska. Santorini je obnovljen i ponovno naseljen oko 900. pr. Kr. i danas je naselje s oko 16 000 stanovnika.

## Vulkan na Santoriniju
Santorini je jedan od cikladskih otoka i povijesno je aktivni vulkan, dio vulkanskoga luka u Egejskom moru. Nalazi se 120 km sjeverno od Krete. Dva glavna nastanjena otoka jesu Thera s površinom od 75,8 km2 i Therasia s površinom od 9,3 km2, a nenastanjeni otoci su Aspronisi (0,1 km2), Palea Kameni (0,5 km2) i Nea Kameni (3,4 km2). Vulkan na Santoriniju rezultat je procesa tektonike ploča: on je poprište subdukcijske zone, koja nastaje sudarom i podvlačenjem afričke pod eurazijsku ploču, točnije egejsku ploču, po stopi i do 5 cm godišnje u sjeveroistočnome smjeru.
Jezgra otoka sastoji se od metamorfnih stijena starosti od 200 do 40 milijuna godina. Danas su vidljivi na površini jedino na najvišem uzvišenju Profitis Ilias (567 m), premda se njihovi tragovi mogu naći i na četiri lokacije na južnom otoku ispod mlađih slojeva. Ostatak otoka čine vulkanske stijene, koje su nastale nakon najmanje 12 srednjih i većih, te nekoliko manjih erupcija od pleistocena do danas, dakle u posljednjih 1,8 milijuna godina. Radi se uglavnom o piroklastičnom talogu, no po cijelom području se mogu pronaći pet tokova lave. Prilikom utvrđivanja starosti, došlo se do zaključka da se radi o intervalu od 20 000 godina  između većih i 5 000 godina između manjih erupcija vulkana.
Vulkanizam u Egejskome moru prvi put se pojavio prije otprilike 3 – 4 milijuna godina, uz iznimku otoka Kos, koji je bio aktivan već prije 10 – 11 milijuna godina. Santorini je bio poprištem 12 velikih erupcija u posljednjih 360 000 godina, a interval između svake je oko 30 000 godina. Erupcije koje su formirale današnji izgled kaldere događale su se sve češće. Zadnja je bila prije 3 600 godina, a predzadnja prije 21 000 godina. Erupcija vulkana 1620. pr. Kr. izbacila je otprilike 54,5 kubičnih kilometara magme, dim pepela popeo se 36 km visokoi došlo je do raspada kaldere. Njezin opseg je na istoj razini kao i erupcija Tambore 1815. u Indoneziji, najveće erupcije suvremene povijesti.
Pretpostavlja se da je izgled There prije minojske erupcije bio kružni otok sa velikom uvalom u unutrašnjosti i glavnim brijegom u sredini.

## Opseg erupcije
Grčki arheolog Spiridon Marinatos je 1939. objavio teoriju po kojoj je erupcija vulkana There uzrokovala propast minojske kulture na Kreti. Erupcija se zbila tek 100 km od Krete, kolijevci minojske civilizacije, koja je izgradila palaču u Knososu, ceste i vodovodni sustav, a 50 godina nakon tog događaja ta je civilizacija propala. Uz debeli oblak i kišu pepela, koja je pala na površini od nekoliko stotina kilometara, Marinatos je uzeo u obzir i formiranje morskog vala, koji je, prema njegovom mišljenju, možda imao visinu od 15 metara i možda uništio obalne gradove koji su mu se našli na putu. Naknadno su doista pronađeni dokazi za poplave na nekim djelovima Krete, kao što je Psira, Palaikastro i Papadiokambos.
Pronađeni su i dokazi u Cezareji na obali Izraela, koji ukazuju na udare tsunamija u brončanom razdoblju (1630. – 1550. pr. Kr.). Ipak, iskapanja kod Palaikastroa ukazuju da je mjesto poplavljeno i uništeno, ali ipak ponovno obnovljeno, što znači da je minojska civilizacija postojala i nakon toga. Prema novim istraživanjima, Minojska civilizacija nastavila je postojati još daljnjih 150 godina.
Marinatos je pretpostavio da je raspon erupcije bio velik: oko 80 – 120 km³ izbačenoga piroklastičnog materijala, četiri puta više od erupcije Krakatoa 1883., što je jačina 7 na razini indeksa vulkanske eksplozivnosti (IVE) , ali je ta procjena s godinama ispravljena na niže vrijednosti. Pošto niti slojevi pepela na susjednim otocima nisu potvrdili Marinatosine procjene, pretpostavlja se manja erupcija od oko 30 km³ što odgovora jačini 6 na ljestvici IVE. I analiza tla prije i nakon erupcije ukazuje na minimalnu promjenu mjesne vegetacije, te stoga i na proporcionalno manju erupciju: nije palo više od 5 cm pepela bilo gdje na Kreti.
Ipak, 2002. pronađeni su slojevi pepela koji zbog debljine daju naslutiti da je erupcija mogla biti i dvostruko snažnije (i do 100 km³ ili razina 7 na ljestvici IVE). Daljnja istraživanja morskog dna u okolici Santorinija 2006. ukazuju da značajnu debljinu sloja piroklastičnog toka. Na temelju tih podataka, procjenjuje se obujam magme od 60 km³, što bi također potvrdilo razinu 7 na ljestvici IVE.

## Faze erupcije
Minojska erupcija se danas dijeli na četiri faze, kojoj su prethodili potresi. Stanovnici su potom napustili otok. Imali su dovoljno vremena ponijeti svoje stvari. Prilikom iskapanja grada Akrotiri nisu pronađeni niti leševi, nakit ili alati. Nakon potresa Akrotiri je naizgled ponovno nastanjen, jer su pronađeni dokazi da su stanovnici potraživali pokućstvo i spremnike za hranu, dok su nestabilni zidovi porušeni kako bi se upotrijebili za drugu svrhu. Ispod jedne ruševine, stanovnici su iskopali tri kreveta te ih postavili jedno na drugo.
Međutim, potraga za stvarima tadašnjih mještana prekinuta je, te su ostavili pokućstvo i spremnike za hranu za sobom. Pretpostavlja se da ih je prekinulo izbacivanje pepela iz There, nakon čega je nastala ponovna pauza. 

### Prvo izbacivanje plovućca
Prvu fazu erupcije činila je plinijska erupcija laganog plovućca i pepela. Taloženje se odvijalo stopom od oko 3 cm po minuti, što je dovelo do evakuiranja preostalih stanovnika otoka: krovovi su propali pod teretom težine pepela i kamenja, a kuće su zakopane sve do drugog kata. Stvorio se talog tufa debljine i do 7 metara u regiji Fira. S druge strane, debljina pepela drastično opada prema jugu, zapadu i sjeveru: kod Akrotirija je debljina taloga samo 20 cm, kod Therazije 30 cm a kod Oia 50 cm. Na temelju tih razlika, zaključeno je da je vjetar tijekom erupcije puhao prema istoku.
Energija ove faze erupcije bila je isprva mala. Trajala je osam sati te nije uzrokovala nikakve tsunamije, a lava nije stigla do mora. Akrotiri i sva druga naselja na otoku su uništena, premda nisu pronađeni dokazi da je itko poginuo na otoku, dok je vjetar pepeo i dim nosio prema jugu i istoku.

### Druga faza: piroklastični tokovi
U drugoj fazi novi erupcijski otvor pojavio se u moru južno od prvog otvora, te je more došlo u kontakt s magmom. To je dovelo do velikih eksplozija koje su raspršile lavu te bacile velike gromade na Theru razarajući tako nastambe na otoku, zajedno s 12 metara pepela. Piroklastični tokovi pojavili su se u ovoj fazi, koja je trajala od jednog sata do jednog dana. Pojavili su se i tsunamiji koji su se širili prema sjeveru, jugu i istoku. Iskapanja na Palakaistrou ukazuju da je jedan tsunami krenuo izravno prema Egiptu, no pogođena su i druga okolna područja na kojem su se pojavile nove civilizacije: Cipar, Kreta, južna Anatolija i Fenicija. Pretpostavlja se da su tsunamiji nestali ne samo raspadom otoka, već i piroklastičnim tokovima. Ipak, piroklastični tokovi su ostavili izravnu štetu jedino na Theri, i nema dokaza da su stigli do drugih otoka.
U ovoj fazi erupcija je uz pepeo i lavu izbacila i lapili.

### Treća faza
U trećoj fazi dokazi ukazuju na ponovni doticaj mora i magme, dok je oko 55 metara pepela pomiješanog s kamenjem izbačeno na Theru možda iz novog otvora zapadno od prvog. Piroklastični tokovi spustili su se iz Kaldere niz dolinu. I tu je došlo do tsunamija, koji su pak krenuli prema zapadu i jugu. Piroklastični tokovi pomiješali su se s toplim zrakom i stvorili plutajući stup koji je sadržavao velike količine eruptivnog materijala. Taj stup, a ne plinijska erupcija, doveo je do većine tefre There koja je pronađena u Sredozemnom moru, te čak i dalje, i do Crnog mora. Kaldera, koja se već ranije počela smanjivati, u ovoj je fazi započela svoj potpuni raspad, koji je dovršen u četvrtoj fazi. Dim pepela popeo se do visine od 36 km.

### Četvrta faza: urušavanje otoka
U završnoj fazi, stvorili su se debeli talozi na Theri i stvorili nove tsunamije prema zapadu i jugozapadu. Prema mišljenju znanstvenika, 75  – 90 % eruptirane tefre pada na tlo u prvih 36 sati, većinom kao fini pepeo. Minojski talog tefre pokrio je ogromnu površinu od 2 – 2,2 milijuna km2, a njezini su talozi pronađeni čak i na ušću Nila. Središnji planinski kraj vulkanskoga otoka urušio se i potonuo u moru, Santorini je tako dobio svoj današnji izgled. Južni dio otočja Aspronisi ostao je čitav.
Erupcija je sveukupno bila kratkotrajna, svega četiri dana.

## Datiranje
Razne znanstvene misije provele su iskapanja i istraživale ovaj događaj raznim metodama, što je dovelo do podjele znanstvene zajednice na dva tabora. Na jednoj se strani nalaze zastupnici "kasnog datiranja" (1530. – 1520. pr. Kr.) i stoga "kratke kronologije". Na drugoj strani nalaze se zastupnici "ranog datiranja" (1628. – 1620. pr. Kr.) i "duge kronologije".

### Arheološko-povijesna metoda
Marinatos je isprva smjestio minojsku erupciju otprilike 1500. pr. Kr., uz mogućnost greške od 50 godina, jer je taj datum uzeo kao granicu propasti minojskih palača na Kreti. Iako su iskapanja narednih desetljaća pokazala da minojska civilizacija nije nestala iznenada, već postupno počevši od 1450. pr. Kr., datiranje minojske erupcije potkraj 16. stoljeća pr. Kr. se sa arheološkog stajališta pokazala najvjerojatnijom. U međuvremenu su na Kreti pronađeni nalazi (primjerice napredno razvijeni stilovi crteža na vazama) koji se s jedne strane na Santoriniju više ne javljaju, ali s druge strane nedvosmisleno datiraju prije raspada minojske civilizacije te su na Kreti pronađeni iznad sloja pepela.

Relativnu kronologiju minojske civilizacije već je razradio Arthur Evans te je od tada stalno dorađena, ali su je 1989. Peter Warren i Vronwy Hankey spojile s apsolutnom kronologijom Egipta. Prema njihovom mišljenju, "Srednje minojska III" faza poklapa se s dolaskom Hiksa (1500. r. Kr. ± 50), "Kasna minojska IA" faza s drugim prijelaznim razdobljem Egipta, a "Kasna minojska IB" faza sa razdobljem Hatšepsuta i Tutmozisa III. Ako bi se taj argument prihvatio, minojska erupcija svrstala bi se negdje 30 godina prije "Kasnominojske IA" faze, dakle otprilike 1530.–1500. pr. Kr.
Drugi arheolozi iznose argumente o ranijem datiranju minojske erupcije poput Wolfa-Dietricha Niemeiera, koji je iskapao palaču Tel Kabri u Izraelu te ukazao da jedan prag u zagradi uništenoj 1600. pr. Kr. u potpunosti odgovara onoj koja je pronađena u Akrotiriju. Slike na zidovima također ukazuju na stilske veze s freskama na Theri. Niemeier stoga zastupa "kasnu kronologiju" te premještanje Kasne minojske faze IA s 1500. na 1600. pr. Kr. Iskapanja Tell el-cAjjula u Pojasu Gaze idu u istom pravcu. Rano datiranje bi, međutim, imalo kao nuspojavu za to da bi se uz minojsku kronologiju morala revidirati i egipatska, koja se smatra vrlo pouzdanom, te stoga i sve o njoj ovisne kronologije na Bliskom istoku, stoga tu teoriju odbacuju razni egiptolozi, pogotovo Manfred Bietak. Datiranje ugljikom-14 ukazuje da se erupcija dogodila u drugoj polovici 17. stoljeća pr. Kr, što se poklapa sa drugim neovisnim nalazima toga razdoblja, kao što su neobični prstenovi drveća i sumporove razine u ledenom pokrovu. Arheološki nalazi pak favoriziraju datum nakon početka novog kraljevstva u Egiptu (1500. pr. Kr.). Od preko 400 nalaza, nijedan trag pepela There nije pronađen u nekom arheološkom nalazištu prije 18. egipatske dinastije ili kasnoga brončanog doba. Stoga ovu erupciju Bietak smješta u doba 18. dinastije. Ovo iznenađuje s obzirom na broj nalaza i dobru kvalitetu pepela toga vulkana. Dakle, ugljik 14 stavlja erupciju 100 godina prije arheoloških nalaza koji su vezani uz egipatsku povijesnu kronologiju.
Veliku ulogu ovdje igra bijeli stil keramike koji je pronađen u slojevima iste kronologije na Santorinu prije erupcije, Cipru i Avarisu (današnji Egipat). Kada bi se ti djelići posložili u kronološki niz razvoja, ukazivali bi na sinkronizaciju kulturnoga prostora, pogotovo na pitanje ranijeg ili kasnijeg datiranja minojske erupcije te razriješili bi tu nedoumicu.
No pošto su se sredinom 17. stoljeća pr. Kr. Egipat i Mezopotamija nalazile u kaosu, nema pisanih dokaza o katastrofi iz toga razdoblja, koja bi ju mogla vezati uz neki datum. Egipat je za vladavine Amasisa I. pogodio tzv. "razdoblje nevremena" (1539. – 1528. pr. Kr.), kada se nad područjem nadvila tama i oblaci koji podsjećaju na erupciju vulkana, no taj je zapis kontroverzan. Međutim, kako nisu pronađeni slojevi pepela There iz razdoblja vladavine Amasisa I. ni u Avarisu ni u drugim egipatskim gradovima, možda je to "nevrijeme" simbolične prirode, te se odnosi na prikaz stanja tadašnjega društva, a ne nužno na opis stvarnih vremenskih prilika.
Papirus Ipuwer, drevna egipatska pjesma sačuvana na jednom listu papirusa koja opisuje Egipat pogođen nizom prirodnih katastrofa i u stanju kaosa, dodatno ukazuje na to da se u 17. stoljeću pr. Kr. možda doista bila neka vrsta nepogode.

### Znanstvena metoda
Klasično datiranje minojske erupcije (1500. pr. Kr.) prvi je put stavljeno u pitanje 1987. kada su bušenja leda na Grenlandu ukazala da se jedina veća vulkanska erupcija sredinom 2. tisućljeća pr. Kr. zbila otprilike 1645. pr. Kr. (± 20 godina).
Povećana koncentracija sumporne kiseline koja je pronađena u slojevima tog razdoblja nije se mogla nedvosmisleno dovesti u vezu s Therom, ali s obzirom da se pretpostavlja da tada nije bilo neke druge veće vulkanske erupcije, minojska je "najprikladniji kandidat" za taj nalaz. Pretpostavka da je minojska erupcija bila dovoljno velika da ostavi čak tragove na ledenom pokrovu Grenlanda, zasniva se na Marinatosovoj teoriji da se može usporediti sa erupcijom Tambore. Ipak, tako snažna erupcija je morala barem kratkotrajno dovesti i do "vulkanske zime", klimatske promjene koja se dogodila u slučaju Tambore. Prilikom istraživanja godišnjeg prirasta prstena golosjemenjača u kalifornijskome gorju White Mountains otkrivene su oscilacije koje su se zbile 1628. – 1626. pr. Kr., a koje ukazuju na vrlo hladno ljeto. Godine 1988., prilikom istraživanja irskih hrastova, također je utvrđeno da stabla imaju neobično tanke prstenove koje počinju 1628. pr. Kr., te traju kraće od 20 godina. Godine 1996. nalazi drveta u Anatoliji potvrdili su klimatsku anomaliju koja ukazuje na netipično blago i vlažno ljeto 1628. pr. Kr. Ovaj datum potkrjepljuje i nalaz borova u Torfmooru u Švedskoj iz 2000.
Izravna povezanost minojske erupcije i ove privremene klimatske promjene je upitna. Godine 1990. kanadski su istraživači predložili alternativnu teoriju, naime da se zapravo radi o erupciji Vezuva koja se zbila otprilike 1660. pr. Kr.  (± 43 godina), dok je kao treći kandidat predložena i erupcija Mount St. Helensa, koja se također zbila u 17. stoljeću pr. Kr.
Istraživanja iz 1998. došla sj do zaključka da vulkanske čestice pronađene 1987. u ledenom pokrovu kemijski ne odgovaraju minojskoj erupciji, te da se možda radi o nekoj drugoj, još nepoznatoj erupciji. B.M Vither ne slaže se s tom tezom te navodi da su pronađene vulkanske čestice bogate kalcijem, što vrlo dobro odgovara minojskoj erupciji.
Godine 2006., metodom datiranja ugljikom utvrđeno je da jedno iskopano deblo masline, koja je zatrpana erupcijom vulkana na Theri, potječe između 1627. i 1600. pr. Kr. Listovi ukazuju da je deblo živo zakopano pepelom, a prstenovi su zasebno analizirani čime je smanjen raspon pogreške. I ovaj nalaz se našao na udaru kritika pojedinih znanstvenika: Paolo Cherubini navodi da je utvrđivanje broja prstenova masline nemoguće zbog fluktuacija gustoće drveta između godina te razlika između različitih radijusa debla na istom uzorku.
Godine 2006., arheološki nalazi taloga tsunamija kod Palaikastroa na Kreti su po ponovno ispitanoj metodi utvrdila da su se isti dogodili otprilike 1650. ± 30 godina pr. Kr.: 78,3 % vjerojatnost da je to bilo 1692. – 1603. pr. Kr., odnosno 68,2 % da se dogodilo između 1683. i 1616. pr. Kr. Slojevi su sadržavali kosti životinja i dijelove keramike pomiješane s vulkanskim pepelom, što ih čini iznimnima jer daju trostruki doprinos datiranju: geološki, arheološki i materijal za datiranje ugljikom. 

## Teorije o utjecaju na mitologiju i legende
Usprkos vjerojatno ogromnom rasponu ove prirodne katastrofe, nema izravnih pisanih dokumenata koji ju opisuju. Pojedini povjesničari smatraju da je erupcija utjecala na razne mitove i legende, čime se neizravno potvrđuje. Tu je grčki mit o Deukalionu, koji je preživio potop. Amisadukina Venerina tablica iz Babilona navodi da je Venera bila "zamagljena" na nebu devet mjeseci 1628. pr. Kr.
Neki smatraju da su posljedice erupcije mogle biti nadahnućem za neke biblijske priče vezane uz Egipat. Barbara J. Sivertsen navodi da je stup dima izazvan erupcijom morao biti visok najmanje 50 km da bi se vidio s delte Nila, te navodi da ga Egipćani stoga nisu mogli spaziti. Prema Knjizi izlaska, prva pošast koja je pogodila Egipat bila je pretvaranje Nila i svih okolnih izvora u krv, zbog čega su ribe uginule i voda se usmrdila. Sivertsen pretpostavlja da je tsunami izazvan erupcijom There stigao do egipatske obale za nekoliko sati i bio je tri do četiri puta snažniji od običnoga vala, čime je mogao prodrijeti duboko u unutrašnjost te rijeke. U sebi je nosio talog pepela sastavljen od sumpora i željezovog oksida. Druga pošast je bila invazija žaba, što se također može objasniti bijegom tih vodozemaca iz otrovane rijeke. Uslijedila je pošast kukaca koji su ulazili ljudima u kuće, jer su možda tražili sklonište od pepela u zraku. Ipak, ne postoji dogovor znanstvenika oko ovih pretpostavki.
Postoje i pretpostavke da je raspad otoka nakon erupcije bio inspiracija za Platonov opis potonuća Atlantide, koji se podudara s opisom Santorinijeve kaldere, morskog vulkana s otokom u sredini oko kojega je bio sagrađen grad. Nakon erupcije dio otoka se urušio i potonuo, slično kao i Atlantida.
| „ | Od boraca na jednoj strani grada Atene je bio vladar, te je usmjerio spor; borce na drugoj strani vodili su kraljevi otoka Atlantide, koja, kao što sam rekao, je nekoć imala raspon veći od Libije i Azije; a kada je potonula nakon potresa, postala je neprohodna barijera blata za putnike koji su jedrili prema oceanu. | ” |
|   | |   |

Postoji i teorija koja povezuje kineske spise raspada dinastije Xia u Kini u 17. stoljeću pr. Kr. s ovom erupcijom. Bambusovi anali opisuju kinesku kronologiju u starom vijeku, te navode da je pad ove dinastije i uspon dinastije Shang oko 1618. pr. Kr. pratila "žuta magla, mračno sunce, onda tri sunca, mraz u srpnju, glad i petero uvenulih žitarica".

## Posljedice
Minojska vulkanska erupcija druga je najveća erupcija od početka ljudske civilizacije, odmah iza erupcije Tambore 1815. Oblaci pepela prekrili su tamom područje od oko 300 000 km2, erupcija je izbacila sumpor u atmosferu koji je doveo do hlađenja zemljine površine, a sloj vulkanskoga materijala nalazi se 20 – 30 km u krugu Santorinija. I trgovinske rute brodova bile su poremećene ovim događajem. Postoje pretpostavke da je erupcija imala negativne učinke na morski život u Egejskomu moru. Sav život na Theri uništen je erupcijom, ali se ekosustav polako oporavio jer su biljke počele ponovno rasti već nakon par stotina godina. Oko 900. pr. Kr. Dorani su ponovno naselili otok.
Nepoznato je da li je ova vulkanska erupcija izravno ili neizravno utjecala na minojsku civilizaciju, jer nisu pronađene nikakve slike te katastrofe. Arheološka iskapanja ukazuju na iznenadni nestanak i uništenje ove kulture. Pošto je Santorini bio jedini otok koji se mogao dostići s Krete u jednodnevnom putovanju, jer ih dijeli 100 km udaljenosti, bio je središnja postaja za trgovanje Minojaca prema sjeveru. Uništenje luke Akrotiri vjerojatno je prisililo Minojce da potraže alternativne rute putovanja. Dugoročno je to povećalo trud i napore za dalekim trgovanjem, što je pak povećalo cijene morskih putovanja, pa Carl Knappett i Ray Rivers iznose teoriju da je minojska kultura doživjela ekonomski raspad upravo zbog ovoe erupcije. Mikenska kultura nedugo nakon ovoga događaja osvojila je Minojce, pa neki arheolozi pretpostavljaju da je erupcija izazvala krizu minojske civilizacije koja je omogućila njezino lako osvajanje od strane druge kulture.
Santorini je obnovljen i ponovno naseljen te je danas otočje s nekoliko manjih naselja, koje  prema popisu stanovništva iz 2011. sveukupno broje 15 550 stanovnika. Posljednja erupcija vulkana bila je 1950. te nije bila većeg razmjera. Nea Kameni je i dalje aktivni vulkan, ali danas u stanju mirovanja, pa je nemoguće procijeniti kada će izbiti nova erupcija: mogla bi se dogoditi odmah ili tek za 150 godina.